# Serra de Sant Donat
La Serra de Sant Donat és una serra situada al municipi de Torà (Solsonès), amb una elevació màxima de 644 metres. Forma part del sistema de la Serra de Claret.